# Peo Thyrén
Peo Thyrén, egentligen Per-Olof Thyrén, född 17 oktober 1962 i Gustavsberg, är en svensk musiker (basist) och kompositör. Peo Thyrén är en av medlemmarna i gruppen Noice. Han är även VD för sociala medie-appen Sing Along Official.

## Biografi
Peo Thyrén är en av medlemmarna i gruppen Noice som hade stora framgångar i början av 1980-talet. Flera av gruppens album sålde över 100 000 exemplar. Tillsammans med Gyllene Tider räknas de till 1980-talets mest säljande svenska grupper.
År 1983 släppte Thyrén en singel, "Antifashion", med gruppen Heroes, som även bestod av Mikael Sjödin, Christer Sturmark och Catherine.
Efter Noice har Thyrén spelat med bland annat B.I.G., Easy Action och Sha-Boom. Thyrén har också nått en del framgångar som låtskrivare, bland annat är han en av personerna bakom Lena Philipssons "Dansa i neon". Han har även skrivit musik till exempelvis Carola Häggkvist och Jan Johansen med flera. Dessutom har han själv deltagit i Melodifestivalen ett antal gånger, medan han andra gånger deltagit enbart som låtskrivare. En av de största framgångarna fick han i Melodifestivalen 1998, var då han kom tvåa med gruppen B.I.G.
Thyrén arbetade i flera år på STIM som informatör.
Thyréns artistkarriär blev åter aktuell 2008 med boken Bedårande barn av sin tid – Historien om Noice. Året efter var han själv medförfattare till boken Ett bedårande barns bekännelser. En självbiografi om sitt artistliv, Från Noice till nu, gav Thyrén ut år 2019.
Under hösten 2024 var Thyrén en av deltagarna i den femtonde säsongen av TV4s underhållningsprogram Så mycket bättre.

## Diskografi

### Noice
Studioalbum
- 1979 – Tonårsdrömmar
- 1980 – Bedårande barn av sin tid
- 1981 – Det ljuva livet
- 1982 – Live på Ritz (inspelat live den 20 december 1981)
- 1982 – Europa
- 1995 – Vild, vild värld
- 2004 – 2004
- 2023 – Gustavsberg

EP
- 2007 – Nätter utan slut

Livealbum
- 1982 – Live på Ritz

Samlingsalbum
- 1989 – H.I.T.S.
- 1995 – Flashback #12
- 1998 – Svenska popfavoriter
- 2003 – Samlat oljud 1980–1995
- 2003 – Noice Forever
- 2006 – 17 Klassiker
- 2012 – Noice 4in1

Videoalbum
- 2005 – Officiell Bootleg Live

Singlar
- "Television" (1979)
- "En kväll i tunnelbanan" (1979)
- "Du lever bara en gång" (1980)
- "Allting okey" (1980)
- "One Night in the Subway/Everything's Alright" (1980)
- "Vi rymmer bara du och jag" (1981)
- "Dolce vita (Det ljuva livet)" (1981)
- "Rött ljus, rött ljus" (1982)
- "Vi rymmer bara du och jag" (1989)
- "Vild, vild värld" (1995)
- Come on kör på (2017)
- Flipperspel (2017)
- Magisk (2018)
- Vinka adjö (2020)
- Gustavsberg (2020)
- Natten tillhör oss (2022)
- Vi höjer ett glas (2022)
- Någonstans (2023)
- Nu i natt (2023)
- Det händer ikväll (2023)

### Heroes
- 1983 – "Antifashion" / The Day I Killed My Eyes"

## Scenografi
- Noice Rockmusikalen[6]

## Podcasts
- Rock Böttom[7]
- C90 (med David Bogerius)[8]
- Art is Alive (med Zeventine)[9]
- Om flickor, bilar & sport - en musikpodcast[10]
- Din stil (med Tony Wanderoy och Robert Hoffman)[10]